# Mulheres surrealistas
Mulheres Surrealistas são mulheres artistas, fotógrafas, cineastas e autoras ligadas ao movimento surrealista, que começou no início da década de 1920.
A contribuição das mulheres para o surrealismo desde o início do movimento permaneceu durante muito tempo esquecida. Desde a década de 1970 e o surgimento dos estudos de gênero, as obras destas artistas foram pela primeira vez objeto de investigação acadêmica, trabalhos críticos e retrospectivas em escala internacional.
As mulheres surrealistas desempenharam um papel vital e inovador dentro deste movimento artístico. Apesar de muitas vezes terem sido marginalizadas por seus colegas homens ou relegadas a papéis secundários, essas artistas exploraram temas de autoconhecimento, sexualidade, maternidade, inconsciente e identidade de maneira original e subversiva, expandindo os limites do surrealismo.

## Contexto
Artistas surrealistas masculinos engendraram um tipo de representação das mulheres. Eles construíram um feminino fantasiado e erotizado. Max Ernst publica  La Femme 100 têtes. A revista La Révolution Surrealiste publicou montagens baseadas em fotografias de mulheres histéricas datadas de 1878. Hans Bellmer criou a série La Poupée, representando uma mulher fantasiada.
Ao contrário dos homens, as mulheres artistas procuraram outra representação de si mesmas. Os autorretratos são raros entre os homens surrealistas, mas é frequente entre as mulheres, significando que a autorretratística desempenhou um papel singular para as mulheres surrealistas. Eileen Agar, Bona, Claude Cahun, Leonora Carrington, Leonor Fini, Valentine Hugo, Luchita Hurtado, Frida Kahlo, Jacqueline Lamba, Lee Miller, Alice Rahon, Remedios Varo fotografaram, representaram, construíram personagens ou pintaram-se. Da mesma forma na literatura, encontramos textos e histórias autobiográficas: Frida Kahlo, Remedios Varo, Claude Cahun, Unica Zürn, Nelly Kaplan, Bona, Méret Oppenheim, Mary Low, Nora Mitrani.